# Venenlaankwartier
Het Venenlaankwartier is een wijk in de Westfriese stad Hoorn.
De wijk ligt tegen de binnenstad aan. De wijk is rond 1910 gebouwd en was samen met Hoorn-Noord de eerste stadsuitbreiding buiten de singels. Het Roode Dorp aan de Venenlaan werd in 1910 in gebruik genomen.
Ten zuiden van de wijk ligt het Julianapark.
Binnenstad · Grote Waal · Hoorn 80 · Hoorn-Noord · Kersenboogerd-Noord · Kersenboogerd-Zuid · Nieuwe Steen · Risdam-Noord · Risdam-Zuid · Bangert en Oosterpolder · Venenlaankwartier · Westerblokker · Zwaag